# Mil anys de presó, adeu a la mili
Mil anys de presó, adeu a la mili és una pel·lícula documental dirigida per Carles Caparrós i Obiols i Toni Marín, produïda per Televisió de Catalunya, Aigua Films i La Ballesta, i estrenada el 17 de maig de 2022 al programa Sense ficció de TV3.
L'obra explica la lluita de 50.000 objectors de consciència, posteriorment insubmisos, contra el servei militar obligatori a l'Estat espanyol durant els anys 1970, 1980 i 1990. No debades, la reivindicació social va culminar el 9 de març de 2001, quan el ministre de Defensa espanyol Federico Trillo va anunciar en seu parlamentària la suspensió, que no vol dir derogació constitucional, del caràcter preceptiu de la mili amb l'objectiu de professionalitzar les Forces Armades espanyoles. El documental pren per títol els «mil anys de presó» que es calcula que el rebuig a la mili va tenir de cost repressiu per a milers d'homes. A l'obra hi participen nombrosos protagonistes de les mobilitzacions antibel·licistes d'aquells anys a Catalunya, amb la significativa intervenció del pallasso Tortell Poltrona i l'activista Pepe Beúnza, el primer objector de consciència al servei militar per motius no religiosos.
En el dia de la seva estrena a la televisió pública catalana, va esdevenir el cinquè programa més vist del dia al canal de TV3. Concretament, va obtenir una quota d'audiència del 13,9%, xifra que va representar un públic de 281.000 espectadors.